# L&YR Coal Wagon 68
Der offene Güterwagen für den Transport von Kohle (im Englischen mit Coal Wagon bezeichnet) nach Musterblatt 68 der britischen Lancashire and Yorkshire Railway (L&YR) entstand 1906 in den eigenen Werkstätten der Eisenbahngesellschaft in Newton Heath.

## Geschichte
Für den Transport von Kohle wurden bei der L&YR sehr viele Güterwagen benötigt. 1906 wurde ein neuer Typ mit 20 t Lademasse eingeführt, der in mehreren Serien bis 1914 gebaut wurde. Insgesamt entstanden in diesem Zeitraum 541 Exemplare.
Die zweiachsigen Wagen waren, wie fast alle ab 1902 gebauten Güterwagen, grau lackiert und weiß beschriftet.
Viele dieser Güterwagen erlebten am 1. Januar 1922 die Fusion mit der London and North Western Railway (LNWR) und ein Jahr später beim Inkrafttreten des Railways Act 1921 auch den damit verbundenen Zusammenschluss mehrerer Eisenbahngesellschaften zur London, Midland and Scottish Railway (LMS). Einige  kamen sogar noch 1948 zu British Railways, wo sie teilweise bis 1955 im Einsatz waren.